# 蘿北県
蘿北県（らほく-けん）は中華人民共和国黒竜江省鶴崗市に位置する県。県人民政府の所在地は鳳翔鎮。

## 地理
北部から北東部にかけて流れているアムール川(黒竜江)を境に、ロシア極東連邦管区ユダヤ自治州と国境を接している。
また、東部は綏浜県と、南部はジャムス市湯原県西部から南西部にかけては東山区と行政区境がある。

## 歴史
1912年（民国元年）に設置された蘿北設治局を前身とする。1914年（民国3年）に蘿北県と改められた。

## 行政区画
6鎮、1郷、1民族郷、6農場を管轄：
- 鎮：鳳翔鎮、鶴北鎮、名山鎮、団結鎮、肇興鎮、雲山鎮
- 郷：太平溝郷
- 民族郷：東明朝鮮族郷
- 農場：江浜農場、軍川農場、名山農場、延軍農場、共青農場、宝泉嶺農場

## 交通

### 鉄道
- 中国国家鉄路集団
  - 中国鉄路ハルビン局集団公司
    - 鶴北線（鶴崗方面）- 宝泉嶺駅 - 鶴北駅

### 道路
- 省道
  -  101省道
  -  312省道

## 国境検問所
- 蘿北口岸 - ロシアとの国境

## 健康・医療・衛生
- 鶴崗市蘿北県人民医院